# Kazmerići
Kazmerići (cyr. Казмерићи) – wieś w Bośni i Hercegowinie, w Republice Serbskiej, w mieście Sarajewo Wschodnie, w gminie Sokolac. W 2013 roku liczyła 5 mieszkańców.